# Benjamin Ingrosso
Benjamin Daniele Wahlgren Ingrosso, född 14 september 1997 i Oscars församling, Stockholm, är en svensk artist, låtskrivare, musikproducent och programledare. Han vann Melodifestivalen 2018 med låten "Dance You Off" och representerade Sverige i Eurovision Song Contest 2018 i Lissabon, Portugal där han i finalen kom på sjunde plats. Ingrosso har återkommande program och musikprogram i TV4.

## Bakgrund
Benjamin Ingrosso kommer från en släkt med lång tradition i nöjesbranschen. Han är son till förre dansaren, nuvarande restaurangägaren Emilio Ingrosso och artisten Pernilla Wahlgren av släkten Wahlgren från Småland. Han är yngre bror till Oliver Ingrosso och Bianca Ingrosso. Han är barnbarn till Hans Wahlgren och Christina Schollin samt systerson till Niclas Wahlgren och Linus Wahlgren. Benjamin Wahlgren Ingrosso är även brorson till Vito Ingrosso och kusin till Sebastian Ingrosso. Han är även självlärd pianist och gitarrist. Ingrossofamiljen är även släkt med den italienske artisten Diodato. 

## Musik- och teaterkarriär
Ingrosso har medverkat i ett antal musikaler och pjäsen Nils Karlsson Pyssling. Han vann 2006 Lilla Melodifestivalen med låten "Hej Sofia". Tillsammans med Sanna Martinez-Matz och Made fick han representera Sverige i MGP Nordic 2006. Martinez-Matz kom tvåa, medan Ingrosso kom på en delad fjärdeplats med övriga. 
År 2006 släppte han singeln Jag är en astronaut, en sång som även hans morbror Linus Wahlgren hade spelat in 1985. Ingrossos version låg som bäst på andra plats på svenska singellistan. 2007 medverkade han i Allsång på Skansen tillsammans med sin mor. Sommaren 2007 medverkade han också i turnépaketet Diggiloo. Under 2008 och 2009 medverkade Benjamin Ingrosso i musikalen Hujeda mej vá många sånger. På Eldsjälsgalan 2009 uppträdde Benjamin och Pernilla Wahlgren med ett medley av Jackson 5-låtar på svenska. År 2009 spelade han rollen som Rasmus i Rasmus på luffen med Markoolio. Ingrosso har även verkat som röstskådespelare. 
År 2011 spelade Ingrosso rollen som lillebror i Karlsson på taket flyger igen på Göta Lejon i Stockholm. I februari 2014 meddelade Benjamin Ingrosso att han i stället för en bana som musikalartist vill satsa på en karriär som låtskrivare.
I oktober 2015 släppte han sin första singel "Fall in Love", som han framförde i Nyhetsmorgon på TV4. Ingrosso hade skivkontrakt med TEN Music Group mellan 2015-2023.  Benjamin har skrivit låtar till och med artister som Molly Hammar, Björn Ulvaeus, sin syster Bianca Ingrosso, Alan Walker, sin morbror Niclas Wahlgren, Oscar Zia, Sabina Ddumba, Bishara, Felix Sandman, Mike Williams, sin mor Pernilla Wahlgren, Cherrie, Steve Aoki, Sting och flertal koreanska popgrupper. Bland annat NCT Dream, GOT7 och EXO. 

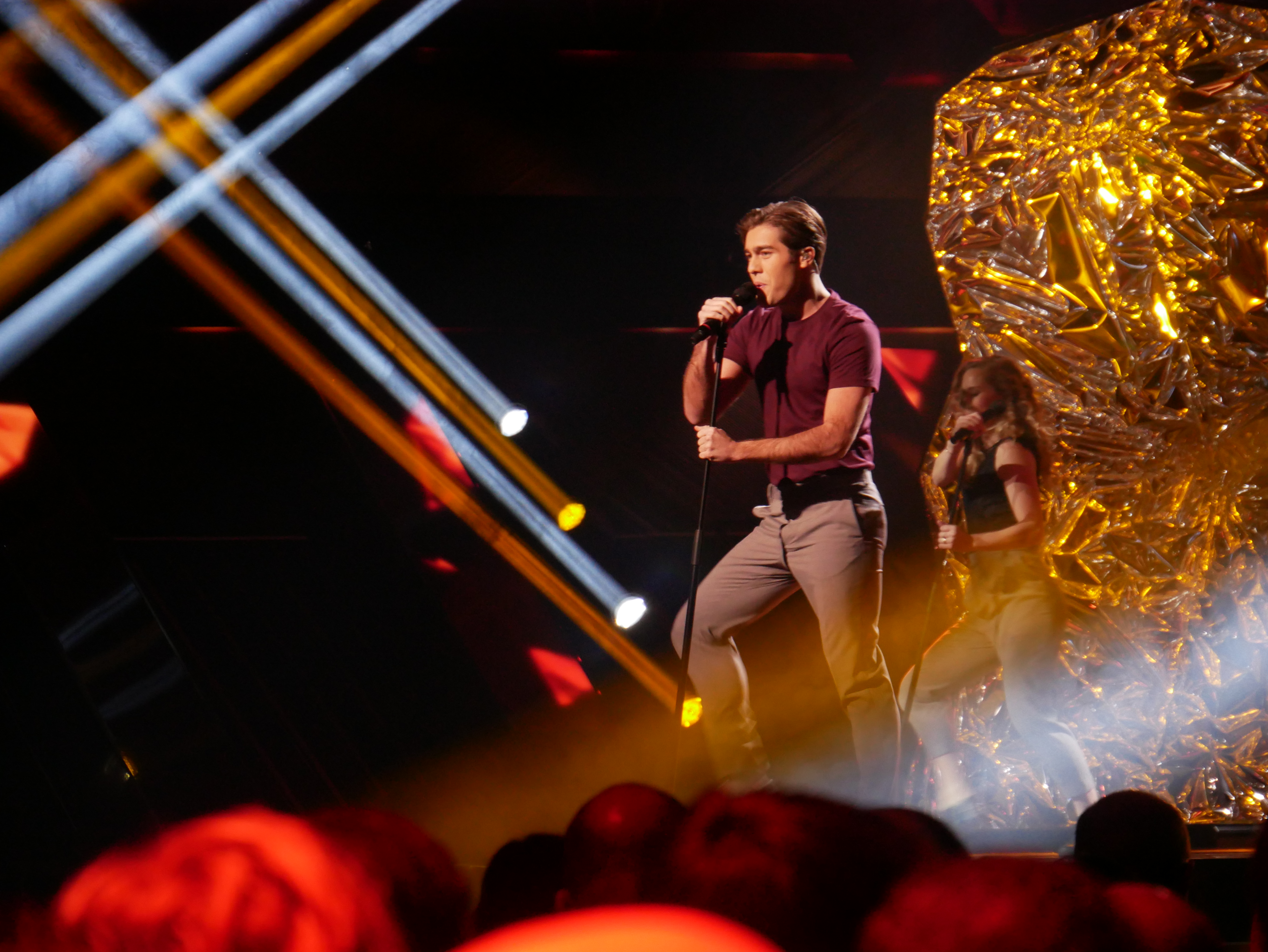
Benjamin Ingrosso under ett framträdande i Melodifestivalen 2017.

Ingrosso tävlade i Melodifestivalen 2017 med låten "Good Lovin'" som han skrivit tillsammans med Louis Schoorl och Matt Parad. Han tog sig till final från andra deltävlingen och i finalen slutade han på femte plats. 
Han tävlade i Melodifestivalen 2018 med låten Dance You Off där den tog sig direkt till final och vann tävlingen. Han tävlade i Eurovision Song Contest 2018 i Lissabon, i den andra semifinalen där han tog sig till finalen. I finalen slutade bidraget på en sjunde plats. 28 september 2018 släppte Ingrosso sitt första album, Identification.
Den 15 januari 2021 släppte han sitt andra album, En gång i tiden. Albumet är helt på svenska och är det första albumet han släppt på svenska. Den andra delen av albumet, En gång i tiden (del 2), släpptes den 16 april 2021. 2021 debuterade och öppnade Ingrosso Sommar i P1 där han pratade om sin uppväxt och om att vara den man är. 

### 2022
Benjamins hade sin andra säsong och de låtar som spelades i programmet släpptes på Spotify. Ingrosso släppte sitt fjärde studioalbum och sitt andra engelska album Playlist den 17 juni 2022. Han hade tre konserter inom Stockholmsområdet detta året: En klubbspelning på Fållan, En festivalspelning på Lollapalooza och en på konserthuset i Stockholm tillsammans med Kungliga Filharmonikerna. 30 december släppte Ingrosso ett livealbum tillsammans med Kungliga Filharmonikerna från sina två konserter på Konserthuset i Stockholm från september samma år.

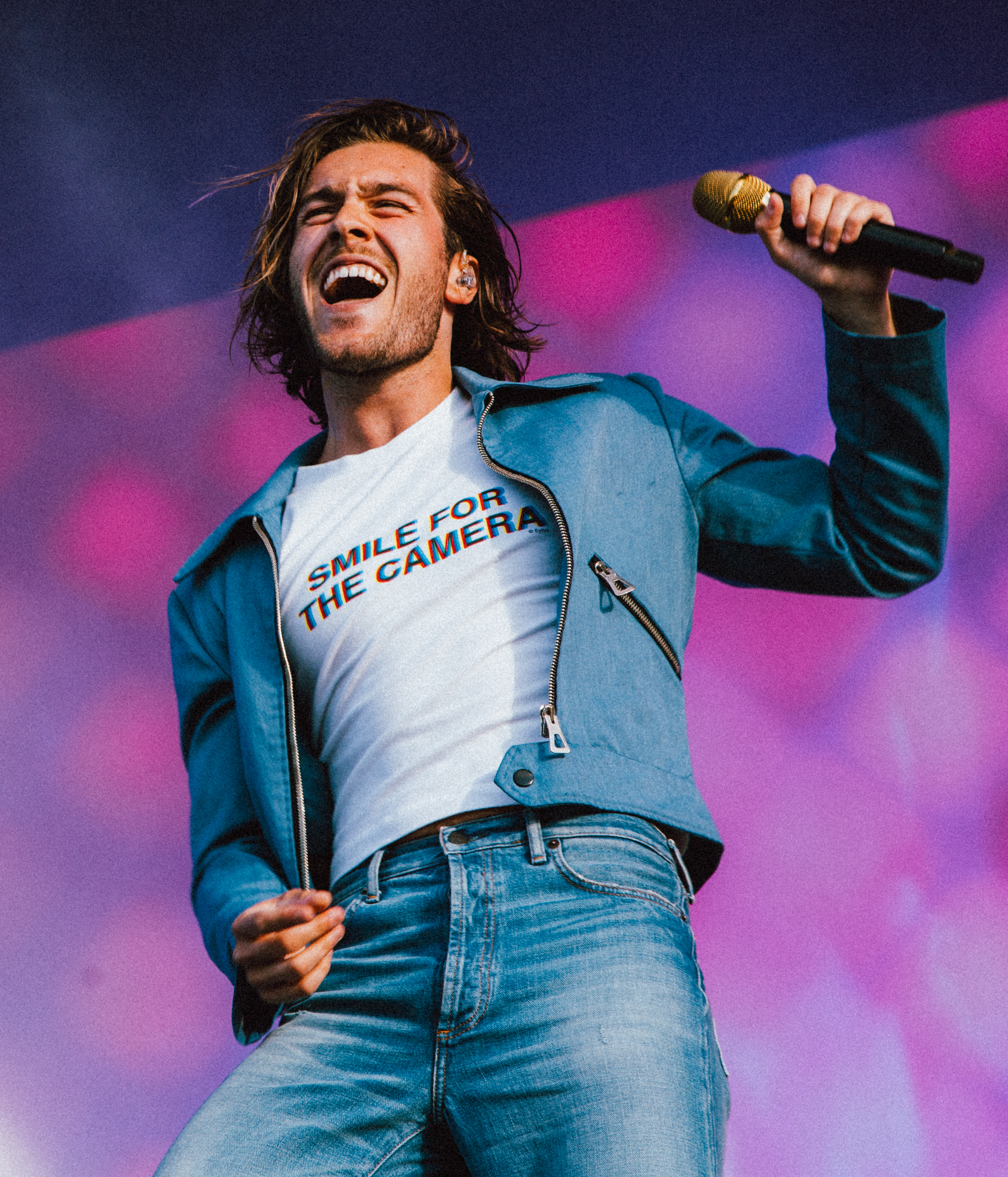
Benjamin Ingrosso under ett uppträdande på Lollapalooza i Stockholm 2022.

### 2023
Ingrosso bytte skivbolag och management detta år till Universal Music Group och Sony Music Publishing. Ingrossos nya managers blev barndomsvännen Timothy Collins och Carl Vernersson. Benjamins hade sin sista säsong och de låtar som spelades i programmet släpptes på Spotify. Ingrosso släppte låten "I Had It All And Let It Go" tillsammans med Björn Ulvaeus. I maj  tolkade Benjamin Cat Stevens låt Wild World på Polarpriset som en hyllning till Chris Blackwell som var en av vinnarna. Under sommaren åkte Ingrosso ut på en Sverige-turné med namnet "Allt det vackra 2023" med över 30 spelningar, både på festivaler och egna konserter. Några av platserna var Malmöfestivalen, Dalhalla, Skansen och Gröna Lund. 8 december släppte han återigen ett livealbum, Benjamin Ingrosso i Dalhalla, denna gång från hans spelning i Dalhalla där TV4 producerat ett konsertprogram från turnén. Konsertprogrammet sändes fredagen den 29 december i TV4 Play och TV4.

### 2024
I TV4-programmet Benjamin Ingrosso i Dalhalla premiärspelade Benjamin singeln "Better Days" som också är namnet på Ingrossos Europa- och Sverige-turné under 2024. 26 januari släpptes singeln "Kite" som var Ingrossos första riktiga musiksläpp på två år. Låten placerade sig på förstaplats på Spotify Swedens topp 50 lista. Under turnén "Better Days Tour" besökte Ingrosso flera europeiska städer så som London, Paris, Milano, Berlin m.fl. 5 april släpptes singeln "Better Days". 3 maj kom låten "Honey Boy" som Ingrosso släppte tillsammans med Purple Disco Machine, Nile Rodgers och Shenseea. Båda dessa singlar spelade Ingrosso på sin sommarturné 2023. I den första semifinalen i Eurovision Song Contest 2024 i Malmö framförde Ingrosso ett medley på sju minuter som innehöll låtarna "Look Whos Laughing Now", "Kite" och "Honey Boy". 
21 maj kom första avsnittet av dokumentären This is Benjamin Ingrosso på Max. 14 juni släppte han låten "Look Who's Laughing Now" som efter ett dygn låg etta på Spotify Swedens topp 50-lista. Ingrosso åkte på Sverige-turné under sommaren och hade 12 spelningar. Några av platserna var Sofiero Slott, Mariebergsskogen, Fredriksskans, Stadion och Way Out West. Samma dag som han spelade på ett utsålt Stadion släpptes singeln "All My Life". I oktober 2024 släppte Ingrosso, tillsammans med sina äldre syskon Oliver och Bianca, livsmedelsmärket Mino som består av italiensk mat och italienska råvaror.
25 oktober släppte han sitt album Pink Velvet Theatre, det första riktiga studioalbumet på två år. 13 december kom andra avsnittet av dokumentären This is Benjamin Ingrosso. 

### 2025
I februari åkte Ingrosso ut på den nordamerikanska turnén "Pink Velvet Theatre Tour" med stopp i bland annat Toronto, Chicago, Boston, Los Angeles och Philadelphia. . 6 juni åkte Ingrosso ut på en sommarturné i Europa där han bland annat skulle spela på VG-lista i Norge, Lollapalooza i Tyskland och Frankrike, Pinkpop i Nederländerna och Ruisrock i Finland. 13 juni gästade Benjamin Håkan Hellströms tredje spelning på Ullevi och tillsammans framförde de Din tid kommer och Visa vid vindens ängar. 22 augusti kommer det tredje avsnittet av This is Benjamin Ingrosso.   

## TV-framträdanden i urval
- 2020 – Ett avsnitt av Late Night Concert på TV4
- 2020 – Fyra avsnitt i Så mycket bättre på TV4
- 2020 – Medverkan i Late Night Christmas på TV4
- 2021 – Medverkan i ett avsnitt av Helt lyriskt på SVT
- 2021 – Dokumentär inför kommande album Benjamin Ingrosso: En gång i tiden  på Kanal 5
- 2021–2023 – Mat och underhållningsprogrammet Benjamin’s på TV4
- 2021 – Timman Allsångsscenen är din på SVT
- 2022 – TV-konserten Benjamin Ingrosso med Kungliga Filharmonikerna på TV4[17]
- 2023 – TV-konserten "Benjamin Ingrosso i Dalhalla" på TV4
- 2024 – Dokumentären This is Benjamin Ingrosso på streamingtjänsten Max

## Filmografi
- 2007–2010 – Rorri racerbil (TV-serie) (svenska dubbningen)
- 2014 – Big Hero 6 (svenska dubbningen)
- 2024 – Jönssonligan kommer tillbaka
- 2026 – The Entertainment System is Down

## Turneér
- 2017 - Sommarturné
- 2018 - BxF Tour - tillsammans med kollegan och vännen Felix Sandman
- 2019 - Klubbturné
- 2019 - Scandinavian Tour
- 2023 - Allt Det Vackra 23
- 2024 - Better Days Tour Europe
- 2024 - Better Days Tour Sverige
- 2025 - Pink Velvet Theatre Tour - nordamerikansk turné
- 2025 - Europaturné

## Teater

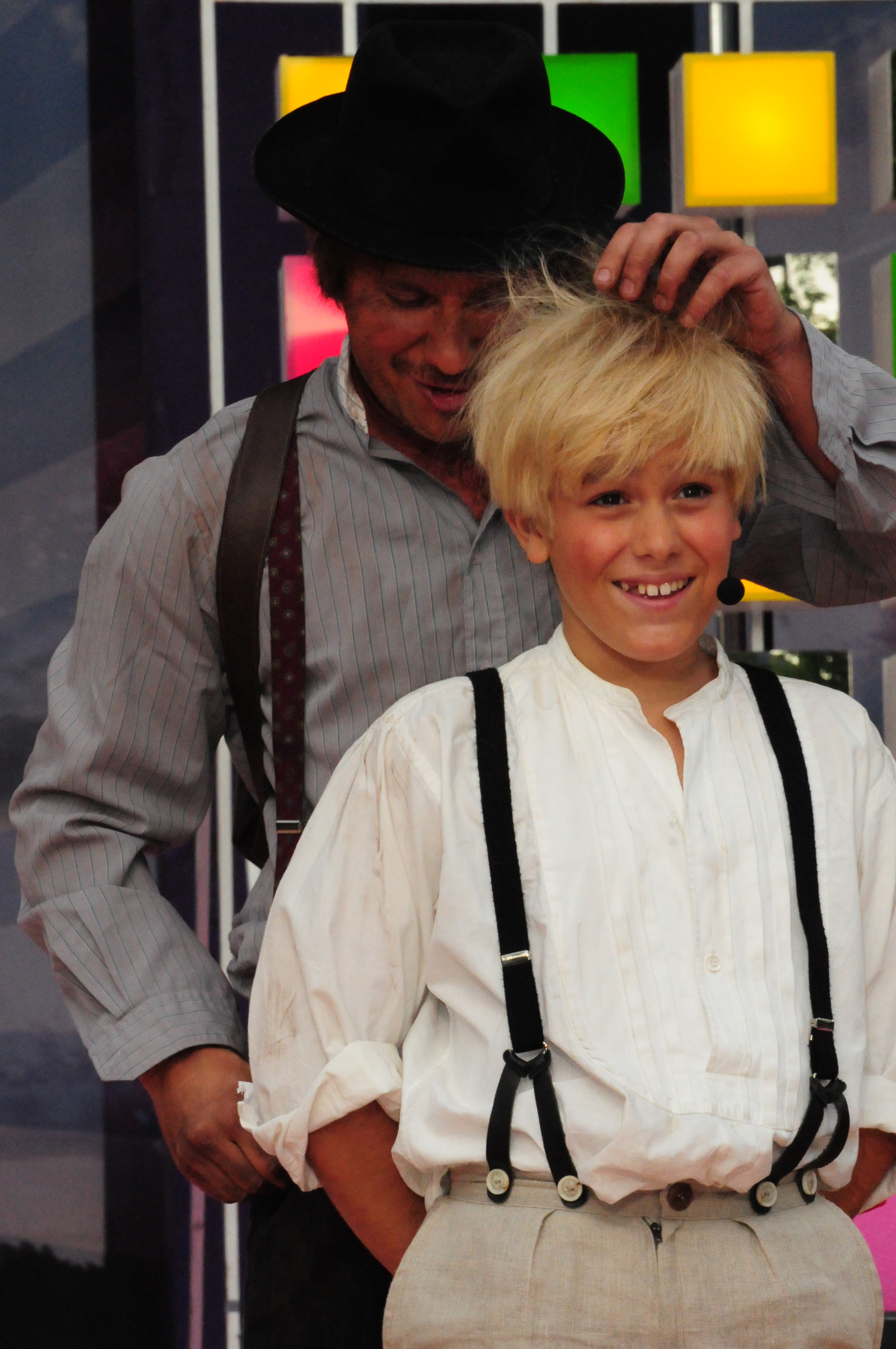
Benjamin Ingrosso och Markoolio i "Rasmus på luffen" 2009.

### Roller (ej komplett)
| År   | Roll      | Produktion                                              | Regi             | Teater        |
| ---- | --------- | ------------------------------------------------------- | ---------------- | ------------- |
| 2008 | Sune      | Sune Anders Jacobsson och Sören Olsson och Martin Landh | Fredde Granberg  | Göta Lejon    |
| 2010 | Lillebror | Karlsson på taket smyger igen Astrid Lindgren           | Staffan Götestam | Oscarsteatern |

## Diskografi i urval

### Studioalbum
- Identification (2018)
- En gång i tiden (del 1) (2021)
- En gång i tiden (del 2) (2021)
- Playlist (2022)
- Pink Velvet Theatre (2024)[19]

### Övriga utgivningar
- Benjamin's – Låtarna (2022)
- Live at Konserthuset Stockholm (with the Royal Stockholm Philharmonic Orchestra) - (2022)[20]
- Benjamin's - (2023)
- Allt det vackra (Live från Dalhalla) - (2023)

## Priser och nomineringar
| År   | Tävling     | Kategori                         | Resultat  | Ref    |
| ---- | ----------- | -------------------------------- | --------- | ------ |
| 2018 | Rockbjörnen | Årets svenska manliga liveartist | Vann      | [ 21 ] |
| 2019 | Grammis     | Årets låt                        | Nominerad | [ 22 ] |
| 2019 | Rockbjörnen | Årets fans                       | Nominerad | [ 23 ] |
| 2019 | Rockbjörnen | Årets konsert                    | Nominerad | [ 23 ] |
| 2019 | Rockbjörnen | Årets svenska manliga liveartist | Vann      | [ 23 ] |
| 2020 | Grammis     | Årets pop                        | Nominerad | [ 24 ] |
| 2021 | Rockbjörnen | Årets svenska manliga artist     | Vann      | [ 25 ] |
| 2021 | Rockbjörnen | Årets svenska låt                | Vann      | [ 26 ] |
| 2021 | QX Gaygalan | Årets TV-stjärna                 | Vann      | [ 27 ] |
| 2022 | Grammis     | Årets artist                     | Vann      | [ 28 ] |
| 2022 | Grammis     | Årets pop                        | Nominerad | [ 29 ] |
| 2022 | QX Gaygalan | Årets hetero                     | Vann      | [ 30 ] |
| 2022 | Rockbjörnen | Årets manliga artist             | Vann      | [ 31 ] |
| 2022 | Rockbjörnen | Årets svenska låt                | Nominerad | [ 31 ] |
| 2022 | Rockbjörnen | Årets fans                       | Vann      | [ 31 ] |
| 2022 | Kristallen  | Årets tv-personlighet            | Vann      |        |
| 2023 | Kristallen  | Årets tv-personlighet            | Vann      |        |
| 2023 | Rockbjörnen | Årets manliga artist             | Vann      |        |
| 2024 | Rockbjörnen | Årets manliga artist             | Vann      |        |
| 2024 | Rockbjörnen | Årets fans                       | Vann      |        |
| 2025 | P3 Guld     | Årets artist                     | Vann      |        |
| 2025 | P3 Guld     | Årets album                      | Vann      |        |
| 2025 | P3 Guld     | Årets låt                        | Vann      |        |
| 2025 | P3 Guld     | Årets live (Guldmicken)          | Vann      |        |
| 2025 | QX-galan    | Årets svenska låt                | Vann      |        |
| 2025 | Grammis     | Årets album, artist och låt      | Vann      |        |